# André Delaistre
Pierre André Delaistre, né le 10 septembre 1865 à Paris, ville où il est mort le 1er août 1931, est un peintre paysagiste français.

## Biographie
Fils d'un architecte, André Delaistre naît le 10 septembre 1865 dans le 8e arrondissement de Paris.
Élève de Julien Dupré, Paul Roux, Paul-Émile Boutigny et de Achille Laugé, André Delaistre expose au Salon des artistes français dont il est sociétaire dès 1889 et y obtient une mention honorable en 1890, une médaille de 3e classe en 1905 et une médaille de 2e classe en 1909, année où il est placé en hors-concours. Secrétaire général de la Société des paysagistes, il remporte aussi une médaille de bronze lors de l'Exposition universelle de 1900. 
Il est nommé peintre officiel de la Marine en 1908.
André Delaistre, qui résidait sur Nice, meurt le 1er août 1931 au sein du Centre français de médecine et de chirurgie dans le 16e arrondissement de Paris et est inhumé au Cimetière du Père-Lachaise (65e division).

## Élèves
- Gaston Durel